# Гарвелка (потік)
Гарвелка (словац. Harvelka) — річка в Словаччині, права притока Бистриці, протікає в окрузі Чадця.
Довжина приблизно 5.5 км. Витік знаходиться в масиві Кисуцька-Верховина — на висоті близько 950 метрів. Протікає територією сіл Нова Бистріца і  Оравска Лесна..
Впадає в Бистрицю на висоті приблизно 595-600 метрів (водосховище Нова Бистріца).